# الأب يوحنا لاوون
الأب يوحنا لاوون، المعروف أيضًا بجان لونيس (بالفرنسية: Jean Leunis)، ولد عام 1532 في لييج (بلجيكا) وتوفي في 19 تشرين الثاني (نوفمبر) 1584 في تورينو (إيطاليا)، كان كاهنًا يسوعيًا من لييج. هو مؤسس الأخويات المريمية، المنظمة اليوم بشكل رابطة عالمية تحت اسم " جماعة الحياة المسيحية ".

## تأسيس الأخويات المريمية
لا يُعرف شيء عن حياة يوحنا لاوون المبكرة باستثناء أنه انضم إلى رهبانية اليسوعيين في روما قبل أسابيع قليلة من وفاة القديس المؤسس إغناطيوس دي لويولا في عام 1556. بينما كان أستاذًا للغة اللاتينية في الكلية الرومانية [Collegio Romano] (الجامعة الغريغورية الآن) (1560-1564) اعتاد على جمع مجموعة من الطلاب الصبيان لإشراكهم في حياة روحية أكثر جديّة وأعمق (صلاة ليتورجيا الساعات الكنسيّة والشخصية، إكرام العذراء مريم، والحياة الأسرارية المنتظمة) وتشجيعهم على القيام بأعمال الرحمة في مدينة روما. فأصبحت المجموعة تجتمع بانتظام: كان الدعم والمساعدة المتبادلة أمران مهمًا في نموّهم الروحيّ. كانت المبادرة ابتدائيّة: لأول مرة، أتيحت الفرصة لغير رجال الإكليروس لتعميق إيمانهم المسيحي وحياتهم الروحية.

## تطوير
لقد استجابت الفكرة للعطش الروحي وكانت ناجحة. ابتداءً من عام 1565، بدأ الأب يوحنا لاوون في السفر وتأسيس مجموعات صغيرة جديدة. عمومًا، بدءًا من الكليات اليسوعية التي كانت تقع هناك، كان لدى العديد من المدن أخويات مريمية خاصة بها: أي مجموعات منفصلة من الطلاب (ولاحقًا الرجال، فالنساء، إلخ). وكانت الممارسات التعبدية والصلاة دائمًا مقترنة بالاهتمام المسيحي بالآخرين -وخاصة الأكثر حاجةً- والأعمال الرسولية الأخرى.

## النموذج الروماني
كانت الأخوية المريمية في الكلية الرومانية تعتبر نموذجًا، حتى أن البابا غريغوريوس الثالث عشر أعلنها رسميًا الأولى بين الأول (Prima primaria) عام 1584، والتي كان من المقرر أن يتبنّى إليها الأخويات الأخرى وعلى نموذجها. فقد كانت هذه في الواقع أول حركة من المؤمنين العالميين في الكنيسة. انتشرت الحركة في الخارج: كانت باريس، ليون، والمدن الرئيسية في إيطاليا، إسبانيا، البرتغال، جنوب هولندا، وألمانيا الأمكنة الأولى التي نشأت فيها أخويات مريمية.
عند وفاة الأب يوحنا لاوون (19 تشرين الثاني 1584)، كان هناك 48 أخوية تابعة للأولى بين الأول في روما، وبعد 70 عامًا فقط ارتفع العدد لـ 1459 أخوية. وقد ساهمت هذه المجموعات المكونة من الرجال العالميين بشكل كبير في تطبيق قرارات الكنيسة في ظل المجمع التريدنتيني (1545-1563).

## الملاحق

### فهرس
- ل. بريان: الأب يوحنا لاوون (1532-1584)، حاج المسيح على خطى إغناطيوس، في دفاتر الروحانية الإغناطية، المجلد الخامس عشر، 1991، ص. 71-83.
- ج. ويكي و ر. ديندال: الأب يوحنا لاوون، مؤسس الأخويات المريمية، روما، 1951.

### رابط خارجي
- الموقع الإلكتروني لجماعة الحياة المسيحية